# Аммон, Герман Фёдорович
Герман (Иван) Фёдорович Аммон (1822—1874) — российский юрист, публицист и переводчик. Брат художника В. Ф. Аммона.

## Биография
Родился в Казани 24 июня (6 июля) 1822 года. Был потомком французской гугенотской семьи, поселившейся после отмены Нантского эдикта в Пруссии, а в начале XIX века — в Российской империи. Отец — Фердинанд Готлиб Аммон (нем. Ferdinand Gottlieb Ammon) (03.03.1785—30.06.1842).
Учился в Дерпте и на юридическом факультете Московского университета (1840—1845).
Коллежский асессор с 1856 года. Был в должности экзекутора, казначея, смотрителем дома и служительской команды Московского главного архива Министерства иностранных дел; служил в архиве до своей смерти. С 1863 года также служил ещё в Московском кредитном обществе.
Перевёл: «Дневник камер-юнкера Бергхольца» (Москва, 1857—1863, в 4-х т.) и «Записки графа Басевича о России при Петре Великом» («Русский архив», 1866); напечатал обстоятельную статью о московском главном архиве Министерства иностранных дел Российской империи в V томе издававшегося в 1860-х годах «Энциклопедического словаря, составленного русскими учеными и литераторами» и «Исторический очерк» архива (IV выпуск «Сборника» архива).
Награды: орден Св. Станислава 3-й ст. (1856)
Был женат на сестре А. Н. Афанасьева, Елизавете Николаевне; в браке у них родились сыновья: Александр (1860—1891) и Николай (1861—?).
Умер в Москве 14 (26) февраля 1874 года. Был похоронен на Введенском кладбище в семейном некрополе; могила утрачена.